# Mosquiter d'ulleres de coroneta bruna
El mosquiter d'ulleres de coroneta bruna (Phylloscopus castaniceps) és una espècie d'ocell de la família dels fil·loscòpids (Phylloscopidae). Es troba a Bangadesh, Bhutan, Cambodja.Xina, l'Índia, Indonèsia, Laos, Malàisia, Myanmar, Nepal, Tailàndia i Vietnam. Els seus hàbitats principals són els boscos tropicals i subtropicals de frondoses humits de les terres baixes i de l'estatge montà. El seu estat de conservació es considera de risc mínim.